# Angantyr
 Denne artikel omhandler den danske sagnkonge. Opslagsordet har også en anden betydning, se Angantyr (band).
Angantyr (latin: Ongendus) eller Agantyr var navnet på tre mænd i den samme slægt i norrøn mytologi, omtalt i fornaldersagaen Hervors saga, i Saxo Grammaticus' Gesta Danorum og i den færøske balladen Arngríms synir.
Den ene Angantyr kan være identisk med den Incgentheow, som navngives i det gammelengelske digt Widsið (linje 116), sammen med sin far Heidrek (Heathoric), sin halvbror Hlod (Hlithe) og Hlods mor Sifka (Sifecan).

## Ongendus
Den Angantyr, som fik besøg af missionæren Sankt Willibrord omkring år 710 og ellers er omtalt som Ongendus, ville ikke lade sig omvende, men gav Willibrord lov til at få 30 drenge med, som skulle lære om kristendommen for at udbrede den i Danmark. Missionæren skriver, at "han var grusommere end et dyr og hårdere end sten", men det var tidens almindelige beskrivelse af en hedensk konge; og hans rygte blev nok ikke bedre af, at han var fjendtligt indstillet til kristendommen. Han kan være grundlæggeren af Ribe, og have forstærket Danevirke i 737.

## Bersærken Angantyr
Sagnhelten Angantyrs far, bersærken Arngrim på Bolm, forærede ham det magiske sværd Tyrfing, som altid ramte plet, når det blev svunget; som aldrig rustede, og skar gennem sten og jern lige let som gennem tøj. Tyrfing dræbte en mand, hver gang det blev trukket af skeden. Angantyr beskrives som den største af Arngrims tolv sønner, og han og hans elleve brødre spredte frygt og rædsel i Norden.
Ifølge sagnet blev han dræbt på Samsø sammen med elleve af sine brødre af Hjalmar, der også døde i kampen. Ifølge Saxo blev Helge konge efter Angantyrs død.

Det danske black metal-band, Angantyr, har taget navn efter kongen.